# Света Лидвина
Света Лидвина (18. март 1380 - 14. април 1433) је била холандски мистик. Католичка црква прогласила ју је светом. 

## Биографија
Лидвина је рођена у сиромашној породици у Схидаму у Холандији. Била је једино женско дете међу осморо браће. Родитељи су је желели удати за богатог просца, али је Лидвина то одбила. У зиму 1395/96. године, Лидвина се тешко разболела. Тако болесна отишла је на клизање на позив пријатељице. Пала је и сломила ребро. До краја живота није устала из кревета. Највероватније је оболела од мултиплекс склерозе. До краја живота трпела је тешке болове. Глас о стрпљивом Лидвинином боловању стигао је далеко те су ходочасници долазили код ње као код светице. Умрла је 1433. године. Лидвинин живот описало је више хагиографа. Капела у којој је сахрањена постала је 1434. године свето место. Године 1615. њене мошти су пренете у Брисел, али су 1871. године враћене у Схидам. Канонизовао ју је папа Лав ΧIΙΙ 14. марта 1890. године. 